# Bubbling Over
Bubbling Over (en español: Sobre una burbuja) es el duodécimo álbum de estudio de la cantante y actriz Dolly Parton, publicado en 1973 por la compañía RCA Records.

## Lista de canciones
1. "Bubbling Over" - 2:21
2. "Traveling Man" - 2:13
3. "Alabama Sundown" (Kirby, Morrison) - 2:32
4. "Afraid To Live And Afraid Of Dying" (Porter Wagoner) - 2:05
5. "Love With Me" - 2:16
6. "My Kind Of Man" - 2:26
7. "Sometimes And Old Memory Gets In My Eye" (Owens) - 2:21
8. "Pleasant As May" - 2:35
9. "In The Beginning" - 2:36
10. "Love, You're So Beautiful Tonight" (Porter Wagoner) - 3:10